# Stanisław Schnür-Pepłowski
Stanisław Schnür-Pepłowski (ur. 21 października 1859 we Lwowie, zm. 14 listopada 1900 tamże) – polski publicysta, historyk literatury i historyk teatru, krytyk teatralny, dziennikarz, redaktor, prawnik.

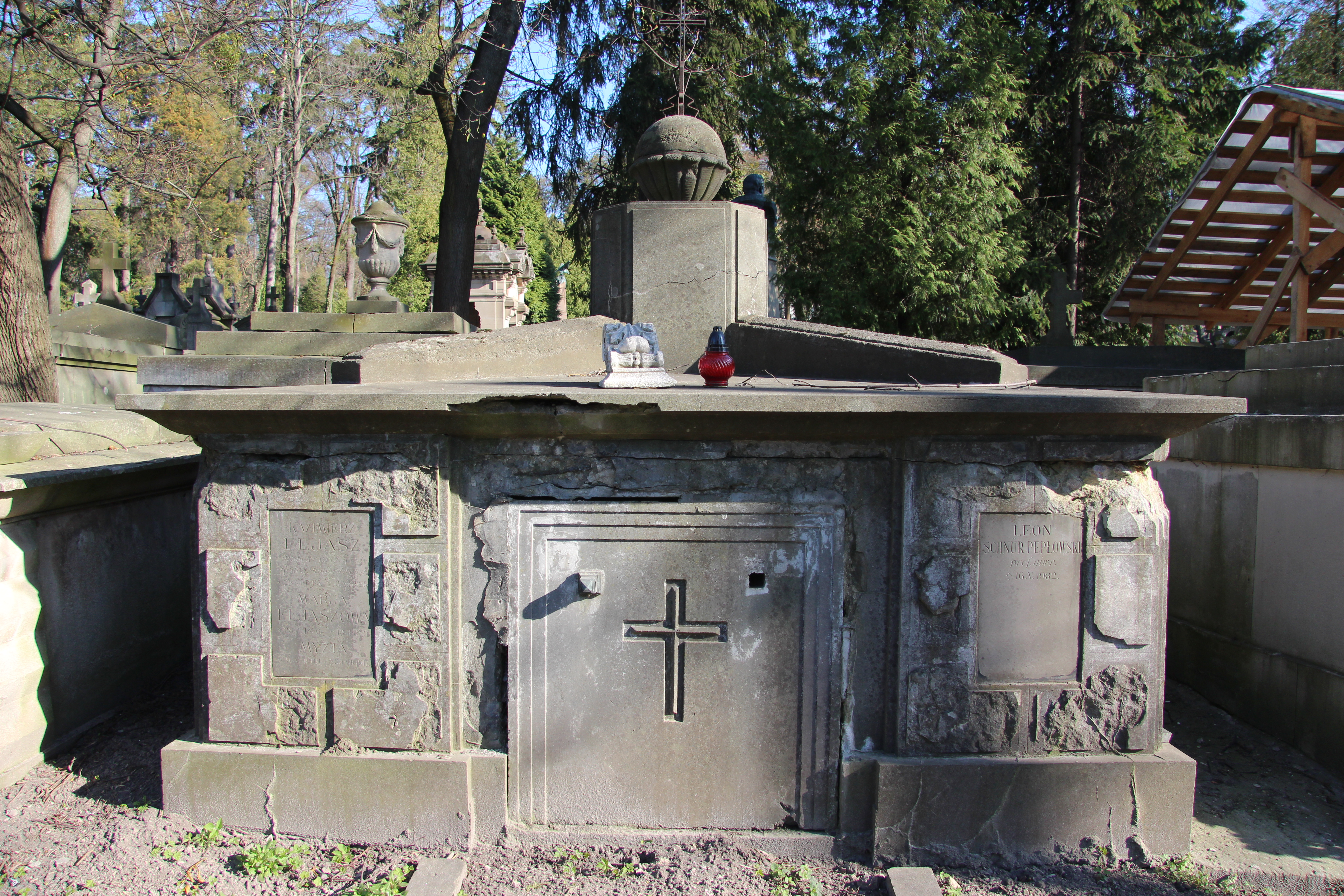
Grobowiec Schnür-Pepłowskich

## Życiorys
Stanisław Schnür był synem lwowskiego kupca Edwarda Schnüra i Apolonii z Pepłowskich, po śmierci ojca został adoptowany przez wuja, radcę dworu Ludwika Pepłowskiego (wówczas też dokonał formalnej zmiany nazwiska). Uczył się w lwowskim Gimnazjum im. Franciszka Józefa I, od 1877 roku studiował prawo na Wydziale Prawa Uniwersytetu Lwowskiego i uczęszczał na wykłady twórcy lwowskiej szkoły historycznej Ksawerego Liskego. Od 1885 pracował w Bibliotece Uniwersytetu Lwowskiego i rozpoczął współpracę z prasą lwowską. Od r. 1887 (do 1896) redagował lwowski „Dziennik Polski”. Od roku 1896 ogłasza kilkanaście książek (po kilka rocznie).
Działał w lwowskiej Czytelni Akademickiej, 13 marca 1881 został wybrany jej przewodniczącym. był sekretarzem lwowskiego Towarzystwa Dziennikarzy Polskich oraz Koła Literacko-Artystycznego. W latach 1899–1900 finansował i redagował miesięcznik „Iris”, organ Koła Literacko-Artystycznego. Był inicjatorem wielu imprez kulturalnych, na przykład w roku 1895 obchodów setnej rocznicy pobytu Wojciecha Bogusławskiego. Napisał kilkaset recenzji, felietonów, polemik na temat organizacji teatru lwowskiego i prowincjonalnych scen galicyjskich, szkoły dramatycznej oraz konkursów na sztuki teatralne. Wygłaszał pogadanki w Kole Literacko-Artystycznym oraz referaty na zjazdach galicyjskich literatów i dziennikarzy.
W wieku 41 lat Pepłowski popełnił samobójstwo, przyczyną była depresja spowodowana chorobami serca i płuc..
Wydał ponad 20 książek historycznych, historyczno-teatralnych, był autorem olbrzymiej ilości artykułów ogłaszanych głównie w prasie galicyjskiej, przede wszystkim „Dzienniku Polskim”, „Gazecie Narodowej”, „Gazecie Lwowskiej” i „Kwartalniku Historycznym”, a także w prasie warszawskiej, m.in. „Tygodniku Ilustrowanym”, „Wędrowcu”, „Bluszczu”, „Echu Muzycznym, Teatralnym i Artystycznym”.
Pisał głównie o historii Galicji i teatru galicyjskiego, o ważnych postaciach z życia politycznego, społecznego, literackiego i teatralnego. Pisał też opowiadania historyczne z dziejów narodowych, wydawał korespondencje, wspomnienia i pamiętniki oraz materiały źródłowe. Próbował też swoich sił jako dramaturg (napisał wodewil w 1 akcie pt. Na chwilę królem).
Jego dwa tomy historii teatru polskiego we Lwowie (wydane dwukrotnie w latach 1889 i 1891) były opracowaniami historycznymi i krytyczno-teatralnymi. Zyskały pozytywne recenzje Karola Estreichera i Bronisława Czarnika. Kontrowersje wzbudził tom drugi tej pracy, który odnosił się do bieżącego życia teatralnego. Pepłowski krytycznie oceniał w nim działalność poprzednich dyrektorów lwowskiej sceny, co spowodowało liczne ataki, zwłaszcza publicystów „Kuriera Lwowskiego. Aktor i literat Edward Webersfeld w wieloodcinkowym tekście pt. Patentowa fabryka historii bardzo krytycznie ocenił ten tom dziejów teatru lwowskiego, a przede wszystkim podważył wiarygodność Pepłowskiego jako krytyka teatralnego. Być może było to powodem zaprzestanie przez Pepłowskiego pracy recenzenckiej. Pisywał jeszcze do 1895, ale coraz rzadziej ogłaszał je pod własnym nazwiskiem, czy rozpoznawalnym kryptonimem „S.P.”. Publikował teksty anonimowe lub opatrzone zagadkowymi pseudonimami i kryptonimami. Swoim nazwiskiem podpisywał tylko dłuższe teksty historyczno-krytyczne, które nie odnosiły się jednak do konkretnych przedstawień teatralnych i aktualnej sytuacji społecznej we Lwowie.
W 1895 opublikował cykl sylwetek aktorów teatru lwowskiego (w „Echu MuzycznymTeatralnym i Artystycznym” pt.: Galeria sylwetek teatralnych. Teatr lwowski), gdzie przedstawił twórczość aktorską m.in.: Ryszarda Ruszkowskiego, Władysława Woleńskiego, Adolfa Walewskiego, Zofię Cichocką, Teofilę Nowakowską i Felicję Stachowicz.

## Twórczość
(ważniejsze dzieła w układzie chronologicznym, uwzględniono tylko pierwsze wydania w pisowni oryginalnej)
- Chwila polityczno-społeczno-ekonomiczno-literacka. Już więcej nigdy nie wyjdzie, (redakcja), Lwów 1885.
- Teatr ruski w Galicji, Lwów, nakł. "Dziennika Polskiego", 1887.
- Teatr Polski we Lwowie (1780-1881), Lwów, Skład główny w Księgarni Gubrynowicza i Schmidta, 1889.
- Teatr Polski we Lwowie (1881-1890), Lwów, 1891.
- Z przeszłości Galicyi (1772-1862). T. 1-2, Lwów : skł. gł. w Księgarni Jakubowskiego i Zadurowicza, 1894.
- Powstanie kościuszkowskie, Lwów 1894.
- U kolebki teatru. Ustęp z dziejów sceny warszawskiej. 1765-1777, 1895.
- Kościuszkowskie czasy (szkice i obrazki). T. 1-2, Złoczów : Wilhelm Zukerkandl, [1895].
- Racławice. Pierwsza panorama polska, Lwów : Jakubowski i Zadurowicz, 1895.
- Galiciana 1778-1812, Lwów 1896.
- Krwawa karta. Opowieść z przeszłości Galicyi, Lwów 1896.
- Ojciec Bem. Opowieść dziejowa, Złoczów : Wilhelm Zukerkandl, [1896].
- Polacy i Węgrzy. Opowieść dziejowa z lat 1848–1849, Lwów, 1896.
- Z tajnego archiwum (kartka z dziejów Galicyi), Lwów 1896.
- Teatr Bogusławskiego (ustęp z dziejów sceny polskiej) : 1778-1795, Lwów 1896.
- Obrazy z przeszłości Galicyi i Krakowa (1772-1858). Cz. 1.: Lwów i Lwowianie, 1896.
- Obrazy z przeszłości Galicyi i Krakowa (1772-1858). Cz. 2.: Dziatwa Apollina, 1896.
- Życie za wolność! Opowieść z przeszłości Galicyi, Lwów 1897.
- Legioniści. Opowiadania historyczne. Serya pierwsza, 1897.
- "Jeszcze Polska nie zginęła!" Dzieje legionów polskich. Opowieść dziejowa z lat 1796-1806, Kraków 1897.
- Wódz Legionistów. Opowiadanie dziejowe z lat 1790-1818, Lwów 1897.
- Janów pod Lwowem, Lwów 1897.
- Cudzoziemcy w Galicyi (1787-1841), Kraków 1898.
- Adam Mickiewicz (1798-1855), Lwów 1898.
- Wincenty Szeptycki (opowieść dziejowa), Lwów 1899.
- Z papierów po Fredrze. Przyczynek do biografii poety. Z portretem Al. hr. Fredry i widokiem pomnika we Lwowie, Kraków 1899.